# Гарін Фабіан Абрамович
Фабіан Абрамович Гарін (14 жовтня 1895, Київ — 1990, Москва) — радянський письменник. Член Спілки письменників СРСР (1957).

## Життєпис
Народився 14 жовтня 1895 року в Києві. Закінчив Київський політехнічний інститут (1924). Працював в газеті «Гудок». Під час Громадянської війни в Росії був редактором багатотиражної газети агітпоїзда Реввійськради Південного фронту.
Учасник Другої світової війни. Служив в редакції газети «На розгром ворога» 29-ї армії. У 1942 році був контужений. Брав участь в Калінінських оборонної і наступальної, Ржевсько-Вяземський і Ржевско-Сичевський операціях. З 1943 року був спеціальним кореспондентом газети в 8-му гвардійському механізованому корпусі. Брав участь в Дем'янській операції, Курській битві, Бєлгородсько-Харківській, Київської оборонній, Житомирсько-Бердичівській, Корсунь-Шевченківській, Проскуровско-Чернівецькій, Львівсько-Сандомирській, Варшавсько-Познанській, Східно-Померанській і Берлінської операціях. 15 липня 1944 був поранений. Закінчив війну в званні гвардії майора.

## Нагороди та відзнаки
- Орден Вітчизняної війни I ступеня (11.03.1985)
- 2 ордена Червоної Зірки (04.06.1944; 21.03.1945)
- Медаль «За бойові заслуги» (17.09.1942)
- Почесна Грамота Президії Верховної Ради РРФСР (14.10.1985)

## Автор творів
- На полюс: Сб. статей и рассказов о завоевании Северного полюса / Сост. Ф. Гарин и Н. Подорольский. — М.: Молодая гвардия, 1937.
- Изгнание Наполеона. М., 1948[1]
- Командующий фронтом: Исторический роман. М., 1956[2]
- Таинственная бутылка: Повесть. М., 1958 (В библиотеку школьника)
- Где же вы теперь, друзья-однополчане?: Записки военного корреспондента. Ярославль, 1959
- Цветы на танках: Повесть. М., 1963
- Василий Блюхер: Исторический роман: В 2 частях. М., 1963-67[3]
- Запоздалое письмо: Историческая повесть. М., 1972[4]
- Я любил их больше всех. М., 1973[5]